# Посёлок учхоза «Александрово»
Учхо́за «Алекса́ндрово» — посёлок сельского типа в Можайском районе Московской области, входит в состав сельского поселения Бородинское.

## География
Расположен, примерно, в 18 км западнее Можайска, на левом берегу реки Колочь, с северной стороны от железнодорожной платформы Колочь Смоленского направления МЖД (и посёлка станции Колочь), высота центра над уровнем моря 201 м. Другой ближайший населённый пункт — Головино в полукилометре западнее.

## История
До 2006 года посёлок входил в состав Бородинского сельского округа.

## Население
| 2002 | 2006 | 2010 |
| ---- | ---- | ---- |
| 619  | ↗647 | ↗686 |